# Francesco Giuliano
Francesco Giuliano, soprannominato Olivetti (Palermo, 6 ottobre 1969), è un mafioso italiano, legato a Cosa nostra.
Affiliato alla famiglia mafiosa di Brancaccio-Ciaculli comandata dai fratelli Giuseppe Graviano e Filippo Graviano, apparteneva al gruppo di fuoco di cui facevano parte anche Gaspare Spatuzza, Salvatore Grigoli, Nino Mangano, Cosimo Lo Nigro, Pasquale Di Filippo, Pietro Romeo e altri. Fu accusato di vari omicidi, tra cui quello di Antonino Vallecchia soprannominato "Giannuzzo il cantante", che venne strangolato e sciolto nell'acido, oltre che del sequestro del piccolo Giuseppe di Matteo. Arrestato nel novembre 1995, sta scontando l'ergastolo in regime di 41 bis nel carcere di Parma.